# Salses-le-Château
Salses-le-Château (på Catalansk: la Guingueta d'Ix) er en by og kommune i departementet Pyrénées-Orientales i Sydfrankrig.
Byen er kendt for sin store fæstning fra 1502. Salses regnes også for at være den nordligste by i Catalonien.

## Geografi
Salses ligger i den østlige del af Corbières op til indsøen Etang de Salses. Nærmeste byer er mod nord Fitou (12 km), mod sydøst Saint-Hippolyte (7 km), mod sydvest Rivesaltes (11 km) og mod nordvest Opoul-Périllos (10 km). Nærmeste større byer er mod syd Perpignan (17 km) og mod nord Narbonne (48 km).

## Historie
Byen nævnes som Villa Salsas i 951. Sognekirken Saint Etienne blev indviet i 1114. På dette tidspunkt var Salses en del af grevskabet Roussillon..
Da Roussillon i 1172 overgik til Aragonien blev Salses grænseby med en udsat position.
I 1496 blev byen ødelagt af den franske konge Karl 8.s artilleri og derefter nedbrændt. Den spanske konge startede i 1497 bygningen af en stor fæstning, hvor byen havde ligget. Salses genopstod lidt længere mod syd.
Fæstningen var færdig i 1504. Den regnes for et sjældent eksempel på overgangen mellem middelalderborge og moderne fæstninger med bastioner. Allerede i 1503, før den var færdigbygget, modstod den en fransk belejring. Under Trediveårskrigen blev fæstningen erobret af franskmændene i 1639. De måtte opgive den igen i 1640, men erobrede den endeligt i 1642.
Efter Pyrenæerfreden i 1659 blev Roussillon fransk, og Salses var ikke længere en grænseby. Fæstningen mistede derfor sin strategiske betydning. Flere gange, første gang i 1685 men især i 1718 og 1726 var der planer om at nedrive fæstningen. Det skete dog ikke og i 1886 blev den klassificeret som et historisk monument i Frankrig.

## Demografi

### Udvikling i folketal
| 1962                                                              | 1968  | 1975  | 1982  | 1990  | 1999  | 2006  | 2011  | 2017  |
| ----------------------------------------------------------------- | ----- | ----- | ----- | ----- | ----- | ----- | ----- | ----- |
| 1.872                                                             | 2.009 | 2.053 | 2.098 | 2.422 | 2.513 | 2.750 | 3.155 | 3.501 |
| Tal fra og med 1962 er uden dobbelttælling (sans doubles comptes) |       |       |       |       |       |       |       |       |